# Frare
Le Frare ou Frares (littéralement, « les frères » en valencien) est une modalité de style indirect de la pelote valencienne pratiquée dans les comarques d’Alt Maestrat, Baix Maestrat, Plana Alta, Plana Baixa, et des Ports. On y jouait aussi semble-t-il au sud du territoire d’Alcanar et Ulldecona.
Le Frare est la seule modalité de style indirect de la pelote valencienne qui soit véritablement autochtone . Les joueurs partagent la même cancha (aire du jeu du trinquet) et doivent renvoyer la pelote après qu’elle a rebondi sur un fronton (le frontis).

## Aire de jeu
La cancha est formée d’une aire de jeu de 30 mètres de long et 8 de large entourée des éléments suivants  :
- Le fronton, mur placé devant et sur lequel la pelote doit rebondir pour que le coup soit validé. La pelote qui tape au-dessus des 9 mètres ou sous les 0,9 m est déclarée « faute ».
- Deux parois latérales : les muralles.
- Le rebot, un mur arrière de 2.5 m derrière lequel est placée la galeria où s’installe le public.
- La ratlla del traure, sorte de ligne de touche.
- Les frares, qui constituent la particularité du jeu. Ce sont deux constructions en forme de pilier placées aux angles du fronton et des deux murs latéraux. Leur partie supérieure est biseautée ce qui provoque des rebonds très rapides et totalement inattendus.

## La pelote
On joue au frare avec une pelote de badana. Celle-ci est faite en cuir d'agneau ou de brebis, elle pèse 32 grammes pour un diamètre variant entre 40 et 42 mm.

## Règles
Les règles sont les mêmes que celles du fronton, jeu dont le frare provient.

## Le frare aujourd’hui
Actuellement la seule ville où l’on pratique vraiment le frares est Traiguera mais il reste encore des trinquets de frares à Villafranca del Cid et à Anroig de Xert.
Durant les Championnats Internationaux de Pelote de 2002 en Argentine on a découvert un modalité similaire :  le manito.